# گبرین
گبرین (به مجاری:  Géberjén) یک منطقهٔ مسکونی در مجارستان است که در سابولچ-ساتمار-برگ واقع شده‌است. گبرین ۵٫۳۸ کیلومتر مربع مساحت و ۴۸۸ نفر جمعیت دارد.